# Бремен, Вильгельмина фон
Вильгельмина фон Бремен — американская легкоатлетка. На олимпийских играх 1932 года выиграла золотую медаль в эстафете 4×100 метров и бронзовую медаль на дистанции 100 метров с результатом 12,0.
Училась в Западном колледже для женщин в городе Оксфорд, штат Огайо. Во время учёбы начала заниматься лёгкой атлетикой. Чемпионка США 1932 года в беге на 100 метров. После завершения спортивной карьеры вышла замуж за Роберта Аша.